# Molodivka, Turiisk
Molodivka (în ucraineană Молодівка) este un sat în comuna Tulîciv din raionul Turiisk, regiunea Volînia, Ucraina.

## Demografie
Componența lingvistică a localității Molodivka
     Ucraineană (100%)
Conform recensământului din 2001, toată populația localității Molodivka era vorbitoare de ucraineană (100%).